# Choqā Māhī
Choqā Māhī (persiska: چقا ماهی) är en ort i Iran.   Den ligger i provinsen Ilam, i den västra delen av landet, 500 km väster om huvudstaden Teheran. Choqā Māhī ligger 1 173 meter över havet och antalet invånare är 131.
Terrängen runt Choqā Māhī är huvudsakligen kuperad, men söderut är den bergig. Choqā Māhī ligger nere i en dal. Runt Choqā Māhī är det ganska glesbefolkat, med 47 invånare per kvadratkilometer. Närmaste större samhälle är Eyvān, 4,0 km sydost om Choqā Māhī. Omgivningarna runt Choqā Māhī är i huvudsak ett öppet busklandskap.